# Diócesis de Leavenworth
La diócesis de Leavenworth (en latín: Dioecesis Leavenworthiensis y en inglés: Roman Catholic Diocese of Leavenworth) fue una circunscripción eclesiástica de la Iglesia católica en Estados Unidos. Se trataba de una diócesis latina, sufragánea de la arquidiócesis de San Luis. Fue suprimida el 11 de abril de 1917 y restaurada como diócesis titular en 1995. Desde el 5 de febrero de 2018 su obispo titular es Joel Matthias Konzen, de la Sociedad de María.

## Territorio y organización
La diócesis tenía 32 437 km² y extendía su jurisdicción sobre los fieles católicos de rito latino residentes inicialmente en los estados de Kansas, Nebraska, Dakota del Norte, Dakota del Sur, Colorado, Wyoming y Montana. Desde 1857 se limitó a Kansas y al momento de su supresión comprendía los condados de: Anderson, Atchison, Brown, Coffey, Doniphan, Douglas, Franklin, Jackson, Jefferson, Johnson, Leavenworth, Linn, Lyon, Marshall, Miami, Nemaha, Osage, Pottawatomie, Shawnee, Wabaunsee y Wyandotte.
La sede de la diócesis se encontraba en la ciudad de Leavenworth, en donde su catedral era la iglesia de la Inmaculada Concepción, hoy perteneciente a la arquidiócesis de Kansas City.
En 1928 en la diócesis existían 128 parroquias.

## Historia
El vicariato apostólico del Territorio Indio al Este de las Montañas Rocosas fue erigido el 19 de julio de 1850 mediante el breve Postulat apostolici del papa Pío IX, obteniendo el territorio de la diócesis de San Luis (hoy arquidiócesis de San Luis).
El 6 de enero de 1857 cedió la mayor parte de su territorio para la erección del vicariato apostólico de Nebraska (hoy arquidiócesis de Omaha) mediante el breve Quae rei sacrae del papa Pío IX y al mismo tiempo asumió el nombre de vicariato apostólico de Kansas con jurisdicción solo en el estado de Kansas.
El 22 de mayo de 1877 el vicariato apostólico fue elevado a diócesis y asumió el nombre de diócesis de Leavenworth mediante el breve Expositum est nobis de Pío IX. La diócesis era sufragánea de la arquidiócesis de San Luis.
El 2 de agosto de 1887 cedió porciones de su territorio para la erección de las diócesis de Concordia y de Wichita mediante el breve Quum ex apostolico munere del papa León XIII.
El 29 de mayo de 1891 la sede episcopal fue trasladada de Leavenworth a Kansas City mediante el breve Quae rei sacrae del papa León XIII. Un documento de la Congregación de Propaganda Fide fechado el 4 de marzo de 1897 especificaba que el cambio de obispado, sin embargo, no cambiaba el nombre de la diócesis.
El 1 de julio de 1897 cedió a la diócesis de Concordia los condados de Clay, Dickinson, Geary, Riley y Washington; y a la diócesis de Wichita los condados de Allen, Bourbon, Butler, Chase, Chautauqua, Cherokee, Cowley, Crawford, Elk, Greenwood, Labette, Marion, Montgomery, Morris, Neosho, Wilson y Woodson.
El 10 de mayo de 1947 pasó a llamarse diócesis de Kansas City.

### Diócesis titular
Desde 1995 Leavenworth figura entre las sedes episcopales titulares de la Iglesia católica. Desde el 5 de febrero de 2018 el obispo titular es Joel Matthias Konzen, obispo auxiliar de la arquidiócesis de Atlanta.

## Estadísticas
Según el sitio Catholic-Hierarchy la diócesis tenía a fines de 1928 un total de 86 120 fieles bautizados.
| Año                         | Población            | Población | Población      | Sacerdotes | Sacerdotes    | Sacerdotes    | Bautizados por sacerdote | Diáconos permanentes | Religiosos | Religiosos | Parroquias |
| Año                         | Bautizados católicos | Total     | % de católicos | Total      | Clero secular | Clero regular | Bautizados por sacerdote | Diáconos permanentes | Varones    | Mujeres    | Parroquias |
| --------------------------- | -------------------- | --------- | -------------- | ---------- | ------------- | ------------- | ------------------------ | -------------------- | ---------- | ---------- | ---------- |
| 1908                        | 55 000               |           |                | 138        | 68            | 70            | 398                      |                      | 71         | 160        | 122        |
| 1918                        | 60 000               |           |                | 173        | 87            | 86            | 346                      |                      |            |            | 125        |
| 1928                        | 86 120               |           |                | 210        | 95            | 115           | 410                      |                      |            |            | 128        |
| Fuente: Catholic-Hierarchy. |                      |           |                |            |               |               |                          |                      |            |            |            |

## Episcopologio

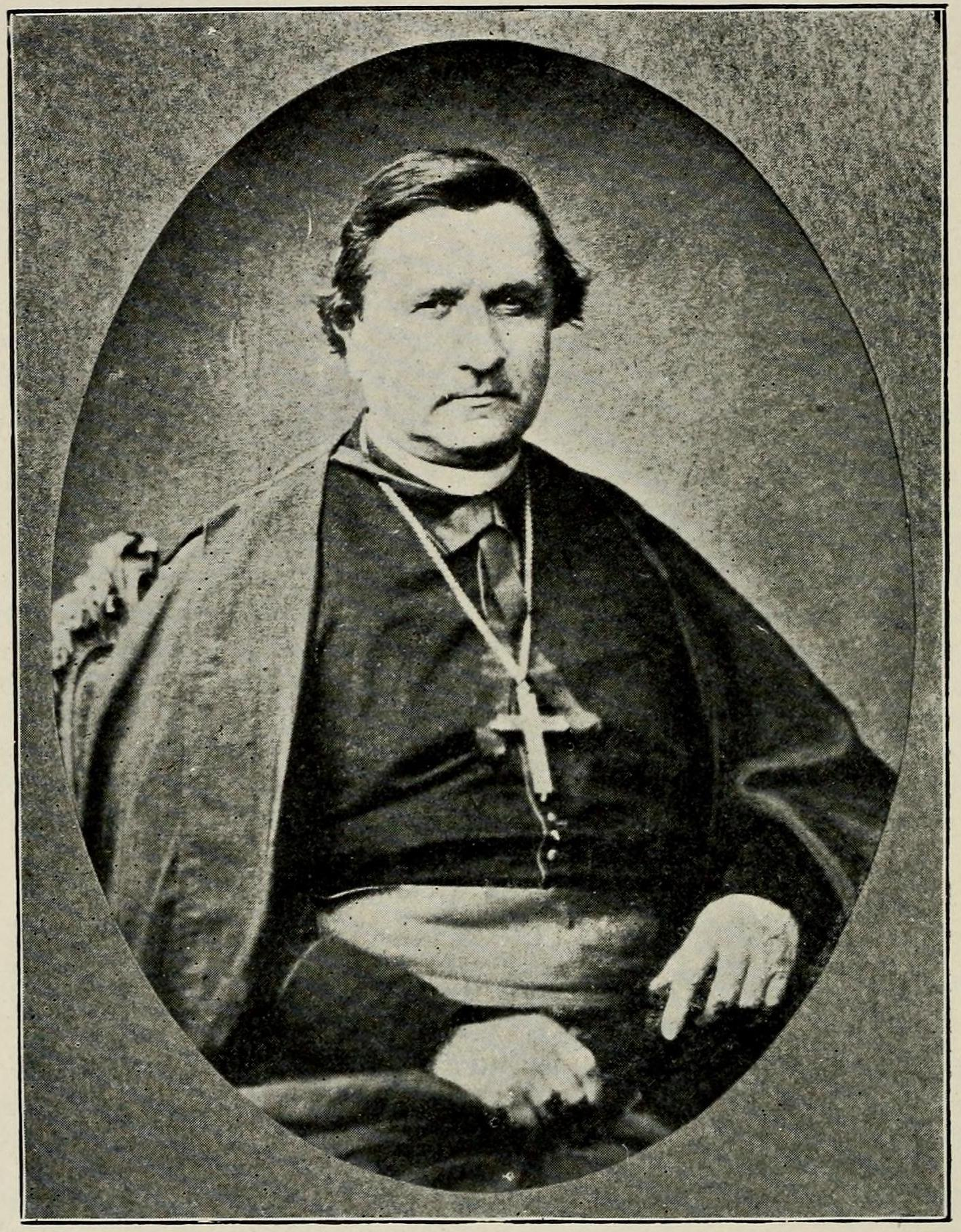
John Baptiste Miège, primer vicario apostólico

- John Baptiste Miège, S.I. † (23 de julio de 1850-18 de noviembre de 1874 renunció)
- Louis Mary (Michael) Fink, O.S.B. † (18 de noviembre de 1874 por sucesión-17 de marzo de 1904 falleció)
- Thomas Francis Lillis † (24 de octubre de 1904-14 de marzo de 1910 nombrado obispo coadjutor de Kansas City[nota 2])
- John Chamberlain Ward † (25 de noviembre de 1910-20 de abril de 1929 falleció)
- Francis Johannes † (20 de abril de 1929 por sucesión-13 de marzo de 1937 falleció)
- Paul Clarence Schulte † (29 de mayo de 1937-20 de julio de 1946 nombrado arzobispo de Indianápolis)
- George Joseph Donnelly † (9 de noviembre de 1946-10 de mayo de 1947 renombrada diócesis de Kansas City)

### Obispos titulares
- Marion Francis Forst † (23 de septiembre de 1995-2 de junio de 2007 falleció)
- Barry Christopher Knestout (18 de noviembre de 2008-5 de diciembre de 2017 nombrado obispo de Richmond)
- Joel Matthias Konzen, S.M., desde el 5 de febrero de 2018